# زمین‌لرزه ۸۹۳ دوین
زمین‌لرزه ۸۹۳ دوین (انگلیسی: 893 Dvin earthquake) در حدود نیمه‌شب ۲۸ دسامبر ۸۹۲ میلادی اتفاق افتاد  این زمین‌لرزه دوین در ارمنستان را ویران نمود و باعث تلفات انسانی ۳۰٬۰۰۰ تن شد.
بزرگای موج سطحی این زمین‌لرزه حدود ۶ درجه و شدت آن بر پایه مقیاس شدت مرکالی بسیار شدید (IX) برآورد شده‌است. 